# Erika Mongelós
Erika Sofia Mongelós Bobadilla (Assunção, 18 de outubro de 1996) é uma jogadora de vôlei de praia paraguaia.

## Carreira
A trajetória esportiva deu-se inicialmente no voleibol de quadra (indoor), e em 2013 esteve vinculada ao  UMA quando disputou o Campeonato Sul-Americano de Clubes em Limafinalizando em quinto lugar. Neste mesmo ano, faz a transição para o vôlei de praia e forma dupla com Michelle Valiente no classificatório em Assunção para os Jogos Olímpicos da Juventude de 2014e foram vice-campeãs, estiveram também na fase classificatória em Montevidéu .Foram medalhistas de bronze na XVII edição dos Jogos Bolivarianos de 2013 em Trujillo.
Em 2014, esteve com Michelle Valiente nos Jogos Olímpicos de Verão da Juventude e finalizaram na nona posição, depois, estiveram juntas no Circuito Paraguaio Sub-18 e foram campeãs.Na categoria adulto, estreou no Circuito Sul-Americano ao lado de Maria Johana Ocampos em Macaé e deu sequência com Michelle Valiente na etapa de Montevidéu
Com Michelle Valiente disputou o Campeonato Mundial Sub-21 de 2014 em Lárnaca e finalizaram na décima sétima posição e o nono lugar na edição do Mundial Sub-19 de 2014 em Porto e ainda disputaram a etapa da Continental Cup de 2014. Em 2015, estiveram juntas no Circuito Sul-Americano, neste período estreou no Circuito Mundial ao lado de Gabriela Filippo no Aberto do Rio de Janeiro e se classificou para o Campeonato Mundial de Voleibol de Praia de 2015 pelo classificatório , época que eram treinadas pelo brasileiro Adriano Garrido, mas, não disputou. No vôlei de quadra, defendeu as cores do Deportivo San José.
Em 2016, esteve novamente ao lado de Michelle Valiente na edição do Mundial Sub-21 realizado em Lucerna e finalizaram na quinta posição no Aberto de Maceió pelo Circuito Mundial e no Circuito Sul-Americano, obtendo o quarto lugar na etapa de Cartagena das Índias, depois, disputou a etapa de Moróm ao lado de Patricia Caballero e na etapa de Vicente López esteve com Maria Janina Ocampos. Retomou a formação de dupla com Patricia Caballero na etapa de Assunção, ainda estiveram juntas no Aberto de Fortaleza e no Grand Slam de Long Beach, e terminaram em segundo em Rosário (Argentina) no Finals Continental Cup de 2016.Com Gabriela Filippo disputou a III edição dos Jogos Bolivarianos de Praia de 2016 em Iquique
Em 2017, retoma a dupla com Michelle Valiente e conquistam no Circuito Sul-Americano bronze na etapa de Coquimbo, o vice-campeonato na etapa de Ancón e o quarto lugar no Grand Slam de Rosário (Argentina) e ao lado de Gabriela Filippo conquistou a medalha de bronze no Finals CSV em Resistência (Chaco) e ainda terminaram na quarta posição no torneio uma estrela de Agadir do Circuito Mundial de 2017, e disputaram o Mundial de Viena.
Na temporada de 2018, volta atuar com Michelle Valiente  e foram vice-campeãs na etapa de Coquimbo do Circuito Sul-Americano e terminaram em quinto no Finals CSV em Lima, já no Circuito Mundial conquistaram o inédito bronze no torneio uma estrela de Manila  e com Gabriela Filippo esteve no uma estrela de Vaduz e conquistaram a medalha de bronze nos Jogos Sul-Americanos de 2018 em Cochabamba 2018.Iniciou com Valiente a jornada de 2019 do Circuito Sul-Americano, depois, prosseguiu com Gabriela Filippo conquistaram o segundo lugar na fase da Continental Cup em Assunção,  e disputaram os Jogos Sul-Americanos de 2019 sendo eliminadas nas quartas de final e disputaram o Circuito Espanhol de 2019 alcançando o sétimo lugar na etapa de Laredo.
Em 2020, volta a competir ao lado de Maria Janina Ocampos no Circuito Sul-Americano em Coquimbo e na etapa de Lima esteve com Giuliana Poletti, prosseguindo em 2021 com Michelle Valiente conquistando o título na fase da Continental Cup e o terceiro lugar na Final Continental Cup, ambas em Assunção.Com Giuliana Poletti iniciou a jornada de 2022,  disputaram o Circuito Espanhol e terminaram em segundo lugar na etapa de Ribadesella e e terceiro posto em Madrid, ainda disputaram o Mundial de Roma, também juntas foram vice-campeãs em San Juan (Argentina) e terceiro em Montevidéu, na sequência esteve com Gabriela Filippo no vice-campeonato em Viña del Mar e o terceiro lugar em Cochabamba, e com Michelle Valiente  disputou  Challenge de Espinho e os Futures de Leuven e Liubliana, ainda finalizou em quarto lugar no Finals CSV 2021-22  em Uberlândia e finalizaram no quinto lugar nos Jogos Sul-Americanos de Praia de 2022.
Em 2023, com Michelle Valiente , foi vice-campeã nas etapas do Circuito Sul-Americano de Rancagua ,  San Juan (Argentina) e Malargüe, depois, esteve com Romina Ediger na etapa de Santiago, voltando a competir com Michelle Valiente nos eventos do Circuito Mundial, ainda pelo circuito continental, foram medalhistas de prata na etapa de Río Hondo, Caiena e no Finals CSV 2022-23 em Uberlândia, conquistando a medalha de ouro nos Jogos Sul-Americanos de Praia de 2023 em Santa Marta.Juntas disputaram a edição do Campeonato Mundial de Vôlei de Praia de 2023 nas cidades mexicanas de Tlaxcala de Xicohténcatl,  Apizaco e Huamantla e Jogos Pan-Americanos de 2023.

## Títulos e resultados
- 1* de Manila do Circuito Mundial de 2018
- 1* de Agadir do Circuito Mundial de 2017
- Etapa de Caiena do Circuito Sul-Americano de 2023
- Etapa de Río Hondo do Circuito Sul-Americano de 2023
- Etapa de Malargüe do Circuito Sul-Americano de 2023
- Etapa de San Juan (Argentina) do Circuito Sul-Americano de 2023
- Etapa de Rancagua do Circuito Sul-Americano de 2023
- Etapa de Viña del Mar do Circuito Sul-Americano de 2022
- Etapa de San Juan (Argentina) do Circuito Sul-Americano de 2022
- Etapa de Ancón do Circuito Sul-Americano de 2017
- Etapa de Cochabamba do Circuito Sul-Americano de 2022
- Etapa de Montevidéu do Circuito Sul-Americano de 2022
- Etapa de Coquimbo do Circuito Sul-Americano de 2017
- Finals CSV  de Uberlândia do Circuito Sul-Americano de 2021-22
- Grand Slam de Rosário (Argentina) do Circuito Sul-Americano de 2017
- Etapa de Cartagena das Índias do Circuito Sul-Americano de 2016
- Circuito Paraguai Sub-18 de 2014
- Etapa de Ribadesella Circuito Espanhol de 2022
- Etapa de Madrid Circuito Espanhol de 2022